# Самойленко Геннадій Володимирович
Геннадій Володимирович Самойленко (24 березня 1968, Харків, Українська РСР, СРСР) — український радянський хокеїст, нападник або захисник.

## Спортивна кар'єра
Вихованець харківської Спортивної дитячо-юнацької школи олімпійського резерву (СДЮШОР). Чотири сезони захищав кольори харківського «Динамо», у тому числі і у вищій лізі (1988/1989).

## Статистика
| Сезон   | Команда           | Ліга   | І  | Г | П | 0 | Штр |
| ------- | ----------------- | ------ | -- | - | - | - | --- |
| 1985-86 | «Динамо» (Харків) | перша  | 4  | 0 | 0 | 0 | 0   |
| 1986-87 | «Динамо» (Харків) | перша  | 7  | 0 | 0 | 0 | 0   |
| 1987-88 | «Динамо» (Харків) | перша  | 33 | 7 | 2 | 9 | 6   |
| 1988-89 | «Динамо» (Харків) | вища   | 1  | 0 | 0 | 0 | 0   |
| Всього  | Всього            | Всього | 45 | 7 | 2 | 9 | 6   |